# Serhat Akyüz
Serhat Akyüz (* 10. August 1984 in Trabzon) ist ein türkischer Fußballspieler, der derzeit für Eyüpspor spielt.

## Karriere

### Verein
Serhat Akyüz begann dem Vereinsfußball in der Jugend von Terazitepe SK und wechselte 1999 in die Jugend von İstanbulspor. Im Frühjahr 2004 erhielt er hier einen Profivertrag und wurde in den Mannschaftskader eingegliedert. Bis zum Saisonende absolvierte er sieben Ligaspiele für die Profimannschaft. In seiner zweiten Saison eroberte er sich einen Stammplatz und spielte hier eine weitere Spielzeit lang.
Nach dem Abstieg seines Vereins in die TFF 1. Lig kam es zur Trennung und Akyüz wechselte zur neuen Spielzeit zum Erstligisten Çaykur Rizespor. Hier spielte er drei Spielzeiten lang und konnte mit seinem Verein zum Ende der Saison 2007/08 den Klassenerhalt nicht schaffen.
So wechselte er zur neuen Saison zum Erstligisten Konyaspor. Bereits in seiner ersten Saison für seinen Verein misslang erneut der Klassenerhalt. Diesmal ging er mit seiner Mannschaft in die 1. Lig. Hier gelang ihm über die Playoffs der direkte Wiederaufstieg.
Zur neuen Saison verließ er diesen Verein und wechselte zum Erstligisten İstanbul Büyükşehir Belediyespor. Hier spielte er eine Spielzeit und trennte sich anschließend von dem Verein.
Im Sommer unterschrieb er mit seinem alten Verein und Zweitligisten Çaykur Rizespor einen Einjahresvertrag. Mit diesem Verein erreichte Şalk zum Saisonende den Vizemeisterschaft der Liga und damit den Aufstieg in die Süper Lig. Şalkkam während seiner Zeit bei Konyaspor zu lediglich zwei Pokalspieleinsätzen. Nach dem Aufstieg wechselte er zum Zweitligisten Balıkesirspor. Bereits zur nächsten Winterpause verließ er diesen Klub Richtung Drittligist MKE Ankaragücü.

### Nationalmannschaft
2005 wurde Akyüz einmal für die türkische U-21 Nationalmannschaft nominiert, er kam jedoch nicht zum Einsatz.
Mit der olympischen Auswahl der türkischen Nationalmannschaft nahm er 2005 an den Mittelmeerspielen teil und gewann die Silbermedaille.

## Trivia
- Serhat Akyüz entstammt einer Fußballerfamilie. Der Cousin seines Vaters Saffet Akyüz ist ein ehemaliger türkischer Nationalspieler und sein eigener Cousin Süleyman Akyüz war unter anderem bei Zeytinburnuspor aktiv. Sein jüngerer Bruder Kubilay Akyüz spielte in der Jugend von Galatasaray Istanbul, aktuell spielt er für Eyüpspor.[2]

## Erfolge
Mit Konyaspor
- 2010 Sieger der Relegation der TFF 1. Lig und Aufstieg in die Süper Lig

Mit Çaykur Rizespor
- Vizemeister der TFF 1. Lig 2012/13 und Aufstieg in die Süper Lig

Mit der olympischen Auswahl der Türkei
- 2005 Silbermedaille Mittelmeerspiele